# Bataille des Fourches Caudines
« Fourches Caudines » redirige ici. Pour les autres significations, voir Fourches Caudines (homonymie).
Guerres samnites
Batailles
La bataille des Fourches Caudines (Furculae Caudinae en latin) a opposé les Romains aux Samnites en 321 av. J.-C. au cours de la deuxième guerre samnite. Les Samnites de Caius Pontius, par leurs positions stratégiques, encerclent et capturent une armée romaine entière de 40 000 hommes dirigée par deux consuls.
Cette bataille et surtout la défaite romaine qui s'ensuivit est à l'origine de l'expression « passer sous les fourches caudines » (l'usage hésite sur la majuscule à « fourches »). Cette expression française signifie, par extension, que l'on doit subir une épreuve difficile et humiliante.

## Contexte
Au début de la deuxième guerre samnite, après l'« affaire de Naples » en 327-326, les Romains interviennent sur le versant adriatique afin de contourner les Samnites et de ne pas les affronter dans leurs montagnes du Samnium. Ils s'allient à Arpi et Luceria et peuvent aussi compter sur le soutien d'un certain nombre de cités apuliennes menacées par les raids samnites depuis près d'un siècle,,.
Rome cherche en outre à réduire la zone d'influence des Samnites. En 325, les Romains dévastent le territoire des Vestins sur la côte adriatique sous prétexte qu'ils auraient pu se joindre aux Samnites. Ainsi Rome s'ouvre une voie de communication avec l'Apulie.
Les Samnites répondent en lançant une attaque sur Frégelles. Tite-Live mentionne une importante victoire de l'armée romaine dans le Samnium dès 324 sur l'ordre du dictateur Lucius Papirius Cursor, confirmée par la mention de son triomphe dans les Fasti triumphales. Mais selon les historiens modernes, cette victoire n'est sans doute pas décisive et serait à situer plutôt sur la frontière du Samnium qu'à l'intérieur du pays, la première offensive au cœur de la confédération ne datant probablement que de 321.

## La bataille

### Le récit des auteurs antiques
En 321, le général samnite Caius Pontius s'installe à Caudium tandis que les consuls romains sont près de Calatia. Il fait croire aux Romains que la ville alliée de Luceria, en Apulie, est assiégée par les forces samnites et attire les troupes romaines en territoire samnite, chemin le plus court pour secourir Luceria.
Plutôt que d'affronter les légions hoplitiques romaines en plaine, le chef samnite laisse les Romains s'enfoncer dans un double défilé entre Capoue et Bénévent, vers les terres samnites dont il a bloqué l'issue. Plaçant ses troupes en hauteur, il piège l'armée romaine des consuls Tiberius Veturius Calvinus et Spurius Postumius Albinus,,,.

« Voici comment se présente le site des Fourches Caudines : au sein d'un massif montagneux, deux gorges étroites et boisées commandent le passage ; à peu près à mi-distance une plaine assez étendue, verdoyante et bien arrosée, se trouve prise dans la montagne : c'est par là que passe la route. Mais avant d'atteindre la plaine, il faut franchir les premières gorges. On doit alors choisir entre revenir sur ses pas en reprenant le chemin de l’aller ou, si on veut continuer sa route, sortir par l’autre défilé, plus étroit et plus difficile. »

— Tite-Live, Histoire romaine, IX, 2 - traduction Annette Flobert, 1999.
Pris au piège, les deux consuls sont obligés de capituler sans condition. Leurs troupes passent sous le joug, honte suprême, ayant pour signification de réduire à l'état de bétail les soldats romains,,,.

« Tandis que [les soldats romains] murmurent ces plaintes, arrive l’heure fatale de l’ignominie. Tout ce qu’ils éprouvent alors est plus accablant encore qu’ils ne se le sont figuré auparavant. D’abord, il leur est enjoint de sortir de leurs retranchements, sans armes et avec un seul vêtement : les otages sont livrés les premiers et conduits en prison. Vient ensuite le tour des consuls, dont on renvoie les licteurs et auxquels on ôte leur manteau. Un pareil opprobre attendrit à tel point ceux-là mêmes qui, peu de temps avant, les chargent d’exécrations et veulent qu’ils soient sacrifiés et mis en pièces, que chacun, oubliant son propre malheur, détourne ses regards de cette dégradante flétrissure d’une si haute majesté, comme d’un abominable spectacle.
Les consuls, presque à moitié nus, sont envoyés les premiers sous le joug ; puis chacun, suivant son grade, subit à son tour cette ignominie ; ensuite chaque légion successivement. L’ennemi, sous les armes, entoure les Romains, en les accablant d’insultes et de railleries ; il lève même l’épée contre la plupart et plusieurs sont blessés, quelques-uns tués, pour avoir offensé le vainqueur en laissant trop vivement paraître sur leur visage l’indignation qu’ils ressentent de ces outrages. Tous courbent donc ainsi la tête sous le joug, et, ce qui est en quelque sorte plus accablant, passent sous les yeux des ennemis. »

— Tite-Live, Histoire romaine, IX, 5-6 - traduction Nisard, 1864.
Les consuls doivent en plus ratifier un traité infamant,,,.

« Au vainqueur qui voulait signer la paix, les consuls dirent qu’un traité ne peut être conclu sans un vote du peuple romain, sans fétiaux, sans rites solennels. Il n'y a donc pas de « paix caudine », comme on le croit généralement et comme l'a écrit entre autres Claudius Quadrigarius, mais seulement une convention. »

— Tite-Live, Histoire romaine, IX, 5 - traduction Annette Flobert, 1999.
Tite-Live rapporte que le Sénat refuse de ratifier le traité de paix avec les Samnites que les consuls défaits ont accepté, et eux-mêmes ont discouru au Sénat pour faire refuser cet accord, demandant à être livrés pour tenir leur parole. Tite-Live termine en disant que les Samnites refusent d'accepter le sacrifice des deux consuls,.

« Les Samnites ont remporté une victoire non seulement magnifique, mais durable. Ils n'ont pas pris Rome, comme l'ont fait les Gaulois, mais la bravoure et la fierté des Romains, et c'est là un titre de guerre beaucoup plus important. »

— Tite-Live, Histoire romaine, IX, 6 - traduction Annette Flobert, 1999.
Satricum passe ensuite aux Samnites à l'instar de la colonie de Frégelles qui est prise d'assaut en 320. Les Romains repartent immédiatement au combat selon les auteurs antiques et, à Luceria, une armée romaine libère les chevaliers romains livrés comme otages ; Tite-Live, sans y croire, signale même que le détachement samnite de 7 000 hommes, dont Pontius lui-même, passe sous le joug,.

### L'analyse des historiens modernes
| \| \|                                             |
| Localisation approximative des Fourches Caudines. |
|                                                   |

Rome décide de changer de stratégie et de frapper au cœur de l'ennemi, mais subit un désastre dans un défilé menant de Campanie dans le Samnium : les Fourches Caudines,. Le récit de l'historien romain du désastre des Fourches Caudines est accepté dans ses grandes lignes,,.
Si les historiens romains n'occultent pas l'ampleur du désastre militaire et symbolique, ses conséquences immédiates sont passées sous silence. Les sources antiques parlent d'un sursaut immédiat des Romains. Les historiens modernes notent que les sources antiques, tout en rapportant l'ampleur de la défaite et de la capitulation ignominieuse, transforment le désastre en une victoire morale. On peut voir dans le récit antique une projection anticipée d'un désastre postérieur à Numance en 136 : le cas Gaius Hostilius Mancinus. Le parallélisme entre ces deux événements est déjà remarqué par certains auteurs antiques. Les discours et arguments donnés par le Sénat et les consuls selon Tite-Live sont hautement improbables et anachroniques.
Les historiens modernes penchent plutôt pour une interruption des combats, et surtout pour l’acceptation de la part de Rome de la paix, et donc penchent pour l'existence d'une « paix caudine », au contraire de Tite-Live. La République cède Frégelles, sur la Liris, et même Satricum, dans la plaine pontine non loin de Rome,,. Cela correspond aux anciennes terres des Volsques. De plus, les historiens modernes rejettent complètement l'attaque héroïque contre Luceria en 320.

## Les suites
Si Rome a très probablement accepté sa défaite et la « paix caudine », celle-ci est de courte durée, et les opérations militaires reprennent rapidement selon les historiens modernes. Dans les années qui suivent, Rome est en grande difficulté, devant faire face à de nombreuses défections. Les combats arrivent aux portes de Rome, à Satricum, près de Terracine, non loin de Capoue,.
Selon les historiens modernes, Rome subit une importante défaite à la bataille de Lautulae en 315 av. J.-C., aux confins des terres volsques et aurunques, au sud des marais pontins. L'armée samnite coupe ainsi le Latium des terres romaines plus au sud, et notamment de la Campanie où la domination romaine est ébranlée.
Alors en difficulté sur leurs terres, les Romains ont repris en parallèle leur stratégie de contournement par l'Apulie. Une colonie est fondée à Luceria en 314 av. J.-C.,, qui permet à Rome de contenir les raids samnites dans la région. En plus d'Arpi, Rome s'allie avec Teanum Apulum et Canusium plus au sud,. Cette même année 314 voit une victoire du consul Caius Sulpicius Longus en Campanie et la reprise en main de Capoue.
À ce moment, Rome semble avoir retourné la situation et atteint ses objectifs, ce que Tite-Live rapporte aussi,. La Campanie est à nouveau reprise en main, ainsi que la vallée de la Liris, et Rome décide même d'entreprendre la construction d'une voie romaine reliant Rome à Capoue en 312, la via Appia, preuve que les deux régions du Latium et de la Campanie sont pacifiées.
Le conflit s'élargit ensuite à l'Étrurie avec la guerre romano-étrusque de 311 à 308 av. J.-C. et la deuxième guerre samnite ne prend fin qu'en 304 av. J.-C. à la suite d'un raid audacieux des Romains vers Bovianum, la capitale des Pentriens, principale tribu des Samnites. Il reste cependant aux Samnites des forces non négligeables, mais la perte d'une des capitales, et surtout la durée de cette guerre (plus de vingt années), les ont épuisés et les incitent à conclure une trêve avec Rome.